# Assedio di Anapa (1791)
L'assedio di Anapa fu uno scontro combattuto nel corso della guerra russo-turca (1787-1792) tra le forze dell'Impero russo e quelle dell'Impero ottomano. Essa ebbe luogo il 22 giugno 1791 quando le armate russe riuscirono a strappare a quelle ottomane la fortezza di Anapa.

## Antefatto
Nel 1781 gli ottomani, sotto la direzione di genieri francesi, iniziarono e conclusero poco dopo la costruzione di una fortezza ad Anapa, sulla costa nordorientale del Mar Nero di modo da poter conservare la propria influenza militare sui popoli musulmani del Caucaso settentrionale e porre così una base per le future azioni contro la Russia nelle zone del Kuban' e del Don, e in Crimea. La fortezza venne eretta presso il capo di Anapa in posizione dominante sulla Baia di Anapa, protetta dall'acqua del mare su tre lati. Il lato verso la terra era protetto da un alto terrapieno e da un fossato profondo.
Nel corso della guerra, Anapa tornò ad essere un punto fondamentale. Già nel 1788 vi fu un tentativo da parte dei russi capeggiati dal generale Pëtr Tekeli di conquistare la fortezza, ma questo fallì. Nel febbraio-marzo del 1790, un secondo gruppo al comando del generale Jurij Bibikov tentò nuovamente la presa delle fortificazioni, ma i suoi uomini vennero massacrati dai popoli del Caucaso.

## La marcia di Gudovič
Con queste premesse, il 23 gennaio del 1791, il generale Ivan Gudovič, ricevette l'ordine dal principe Grigorij Potëmkin di impossessarsi di Anapa. A sua disposizione aveva 15 battaglioni, 44 squadroni e 36 pezzi d'artiglieria da campagna. Si costruì quindi una catena di fortificazioni minori con una guarnigione totale di 2500 uomini per mantenere comunicazioni con la retroguardia, mentre il corpo vero e proprio impegnato nelle operazioni era di 15 000 soldati. La città di Anapa era protetta da 10 000 soldati della guarnigione ottomana e da 15 000 tartari caucasici con 95 pezzi d'artiglieria ed alcune navi armate nel porto.
Il 29 maggio 1791 il gruppo di Gudovič attraversò il Kuban' con un ponte di barche ed il 5 luglio stabilì un accampamento non lontano da Anapa, sperando nei rinforzi dell'esercito del generale Tavričeskij, che avrebbe portato con sé 3 battaglioni, 10 squadroni, 3 gruppi di cavalleria cosacchi e 14 pezzi d'artiglieria. Il 10 giugno si dispose una spedizione di ricognizione alla fortezza ed il 13 giugno si tennero i primi scontri. Il 18 giugno vennero collocate altre 4 batterie da 32 pezzi per bombardare la fortezza, sempre senza successo.

## L'assalto
Senza mezzi per poter mantenere l'assedio a lungo, costantemente attaccato dalla retroguardia che minacciava di accerchiarlo da Anapa con la flotta ottomana, l'esercito russo decise l'ultima disperata mossa di assaltare la fortezza di Anapa. Vennero formate cinque colonne d'attacco, quattro per attaccare da sud e una quinta di distrazione da nord dal mare. La cavalleria e 16 pezzi d'artiglieria vennero collocati per proteggersi da un possibile attacco dei cittadini circassi. A mezzanotte del 22 giugno 1791 tutte le batterie d'artiglieria del sito iniziarono a bombardare potentemente la fortezza, con l'intenzione di coprire le colonne che avrebbero condotto l'assalto. Il bombardamento cessò con l'inizio dell'assalto. Sfruttando l'elemento sorpresa, l'esercito russo irruppe nel fossato ed iniziò a scalare le pareti della fortezza, incontrando però una forte difesa, spostandosi quindi nel terrapieno per il combattimento. Dalle montagne nel frattempo discesero 8000 soldati ottomani e circassi che però furono spazzati via dalla cavalleria. I russi riuscirono a conquistare una delle porte della cittadella e la cavalleria ruppe la resistenza della guarnigione che, data la peculiarità della fortezza, si trovò messa al muro con le spalle al mare e dovette arrendersi.

## Conseguenze
Il combattimento durò cinque ora. La guarnigione turca perse circa 8000 uomini nei combattimenti ed altri 13 532 finirono prigionieri, incluso il comandante Mansur Ushurma. Un gruppo di 150 persone riuscì a fuggire a bordo di una nave. L'artiglieria turca venne catturata integralmente dai russi (83 cannoni e 12 mortai) e distrutta, oltre a raccogliere 130 bandiere nemiche che vennero riportate a San Pietroburgo. Gudovič inviò un distaccamento da Anapa a combattere la fortezza di Sudžuk-Kale (attuale Novorosijsk), riuscendo a danneggiare altri 25 pezzi d'artiglieria nemica.
Le perdite per parte russa furono comunque elevate con 23 ufficiali e 1215 soldati tra i morti e 71 ufficiali e 2401 soldati tra i feriti. Gudovič come ricompensa per la valorosa azione svolta ricevette la medaglia dell'Ordine imperiale di San Giorgio di II classe e furono decorati tutti gli ufficiali del suo reggimento. I gradi inferiori ricevettero una medaglia apposita.
Due giorni dopo l'assalto di Anapa la notizia giunse alla flotta ottomana che si trovava in mare aperto. La fortezza di Anapa venne fatta esplodere e la sua popolazione di 14 000 abitanti venne trasferita nel Governatorato della Tauride, anche se la città ed il territorio passeranno alla Turchia col Trattato di Iași.